# 김기언
김기언(金奇彦, 2007년 9월 13일 ~ )은 대한민국의 바둑 기사이다.

## 약력
중국 지린성 옌지시에서 태어난 한국계 중국인이다. 만 10세에 바둑공부를 위해 가족과 함께 대한민국으로 건너왔고 2019년부터 한국기원 연구생으로 활동했다. 양천대일바둑도장에서 이용수, 김승재, 이호범, 곽원근 사범의 바둑 지도를 받았다. 2022년 12월, 제19회 영재연구생 입단대회를 통해 입단했다.